# Hajer Tbessi
Hajer Tbessi (ar. هاجر تبسي ;ur. 8 kwietnia 1971) – tunezyjska judoczka. Olimpijka z  Atlanty 1996; gdzie zajęła dziewiąte miejsce w wadze półśredniej.
Startowała w Pucharze Świata w latach 1993 i 1995-1997. Brązowa medalistka igrzysk afrykańskich w 1995, igrzysk frankofońskich w 1994, a także mistrzostw Afryki w 1996 roku.

## Letnie Igrzyska Olimpijskie 1996
| Konkurencja | Eliminacje       | Eliminacje                | Repasaże                 | Klas. końcowa |
| Konkurencja | Przeciwnik I     | Przeciwnik II             | Przeciwnik I             | Miejsce       |
| ----------- | ---------------- | ------------------------- | ------------------------ | ------------- |
| 61 kg       | Wu Ching (HKG) Z | Gella Vandecaveye (BEL) P | Xiomara Griffith (VEN) P | 9.            |